# St. Nikolai (Heppens)

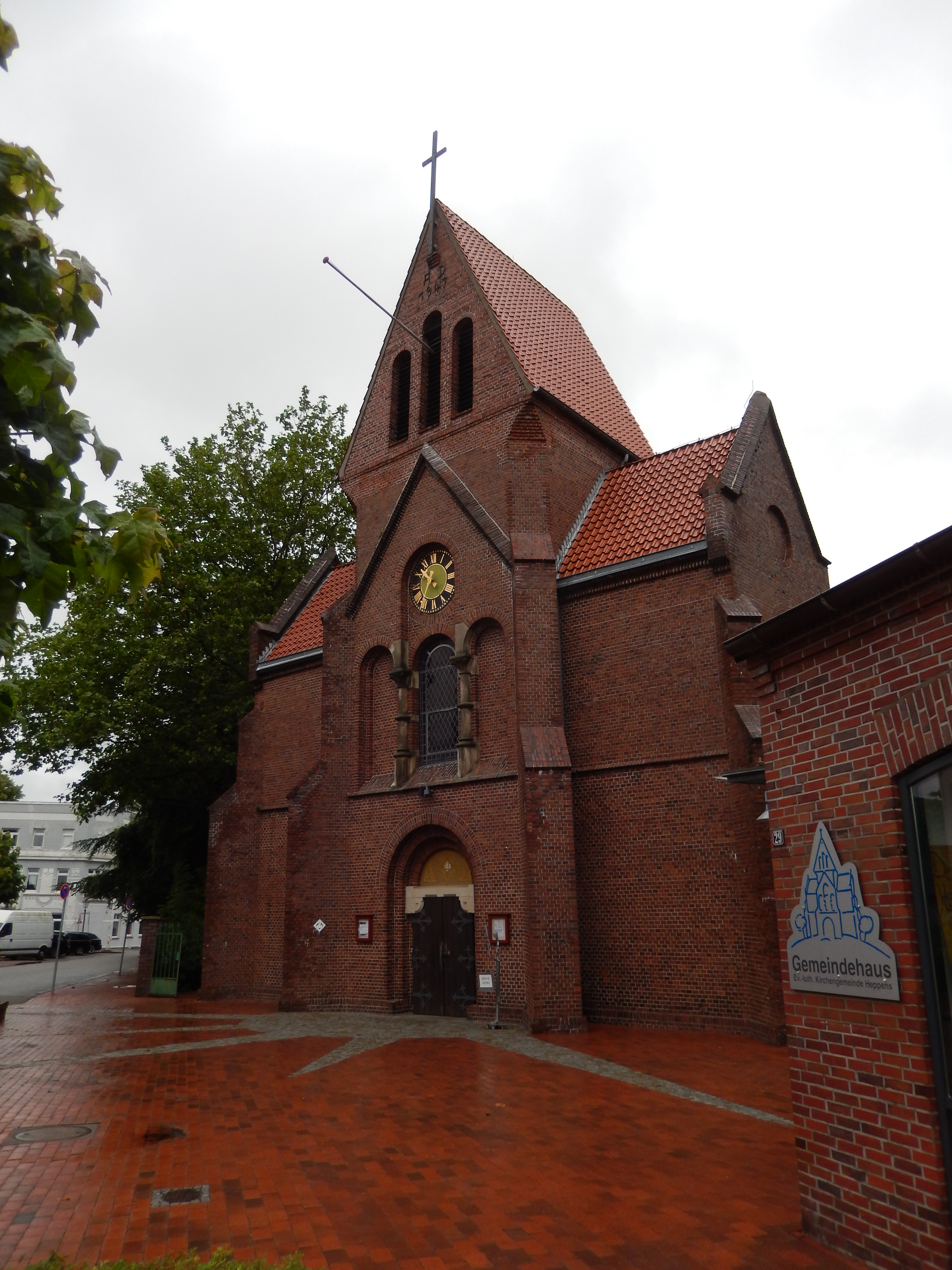
St. Nikolai

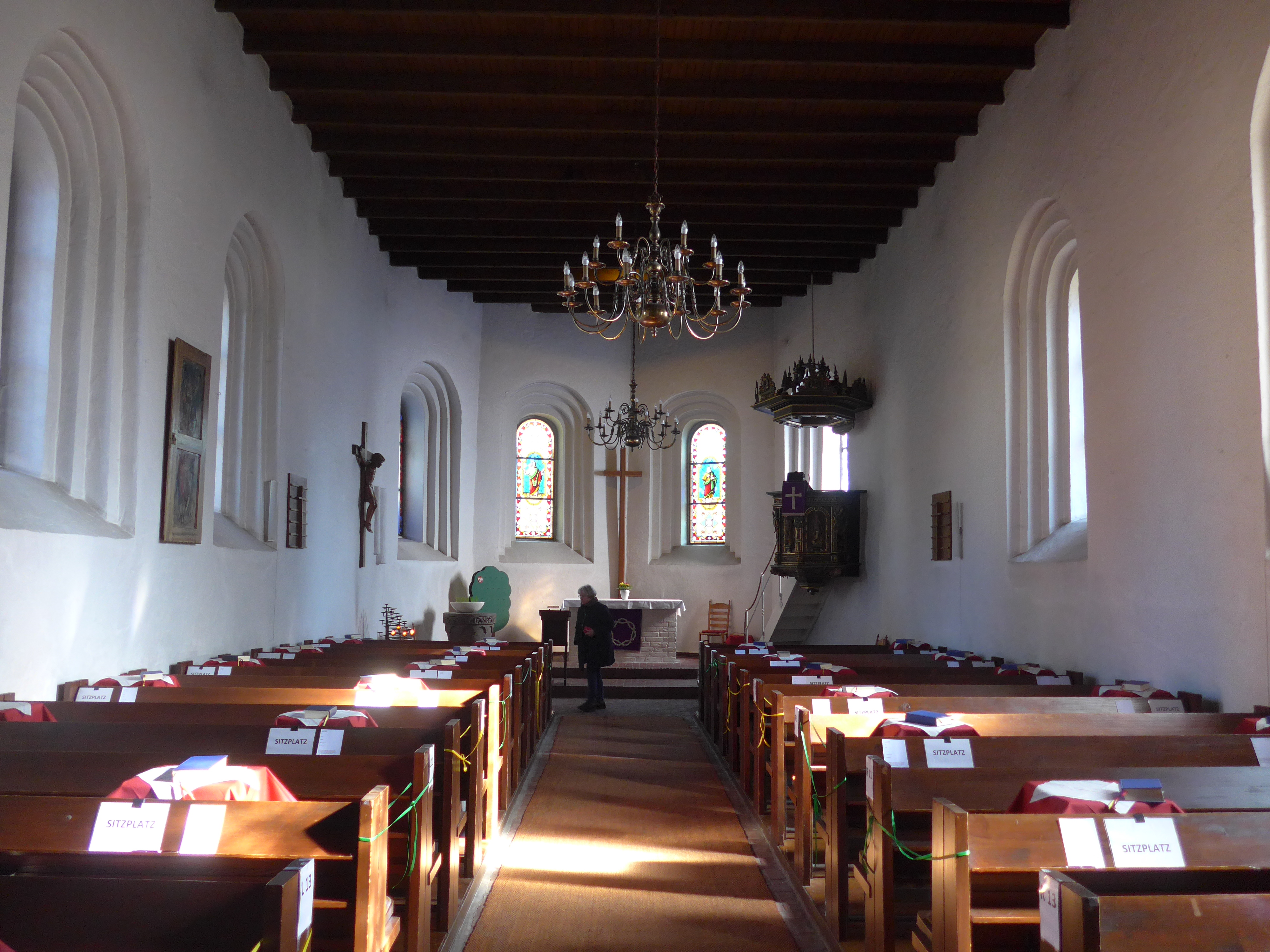
Innenansicht nach Osten

Die evangelisch-lutherische denkmalgeschützte Kirche St. Nikolai (auch Heppenser Kirche) steht auf dem Kirchfriedhof von Heppens, einem Stadtteil von Wilhelmshaven in Niedersachsen. Die Kirchengemeinde gehört zum Kirchenkreis Friesland-Wilhelmshaven in der Evangelisch-Lutherischen Kirche in Oldenburg.

## Beschreibung
Die Kirche ist älter als der Zeitpunkt ihrer ersten urkundlichen Erwähnung 1495. Das Kirchenschiff wurde um 1450 erbaut, vielleicht aber auch bereits 13. oder 14. Jahrhundert. Es weist keine abgetreppten Strebepfeiler wie der Chor auf, enthält dafür aber eingemauerte Granitquader aus einem mutmaßlichen Vorgängerbau. Auf ein hohes Alter weist auch das um drei Stufen abgesenkte Fußbodenniveau der Kirche hin – die Erde um die Kirche ist durch Laubfall und die Bestattungen angestiegen. Die spätgotische Saalkirche aus Backsteinen hat im Osten eine polygonale Apsis, die wohl im 15. Jahrhundert als Anbau entstanden ist. Sie lässt sich aufgrund der äußeren abgetreppten Strebepfeiler der Spätgotik zuordnen. Keramikfunde unter dem Fundament aus einer Grabung von 1995 sind Siedlungsspuren vor dem Kirchbau. Die jüngsten Keramikstücke lassen sich auf die 2. Hälfte des 14. Jahrhunderts datieren, sodass die Kirche frühestens um diese Zeit erbaut worden sein kann. Die Bogenfenster haben mehrfach nach innen abgetreppte Gewände. Die oberen Geschosse des neuromanischen Kirchturms im Westen von 1893 wurden 1940 abgetragen. Grund dafür war, dass wegen des Baus der Raeder-Schleuse der Grundwasserspiegel sank und der Turm instabil wurde. Der Innenraum war ursprünglich gewölbt, heute ist er mit einer Flachdecke überspannt.
Das Taufbecken stammt aus dem Anfang des 13. Jahrhunderts, der möglicherweise aus der 1511 in der Antonius-Flut untergegangenen Mutterkirche der Pfarrerei Dauens hierher gebracht worden ist. Sein Fuß besteht aus einer romanischen Säulenbasis mit Ecksporen, um den oberen Rand der konischen Kuppa läuft ein Blattfries.
Die Kanzel aus Eiche von 1632 mit ihren geschnitzten Reliefs wird Claus Münstermann, dem Sohn Ludwig Münstermanns zugeschrieben. An den Ecken des Kanzelkorbes befinden sich Hermen der fünf Sinne, dazwischen stehen Statuetten der vier Evangelisten. An der Unterseite befinden sich eingeritzte Buchstaben und Jahreszahlen (siehe Bild), die vermutlich von der Weihnachtsflut 1717 stammen. An der neuromanischen Empore im Westen sind Gemälde vom Salvator mundi und von elf Aposteln, entstanden um 1700.
Außen am Chor findet man eine Markierung, die den Wasserstand der Weihnachtsflut 1717 angibt, als die Bewohner der Umgebung in der hoch auf einer Wurt gelegenen Kirche Zuflucht vor den Fluten suchten.

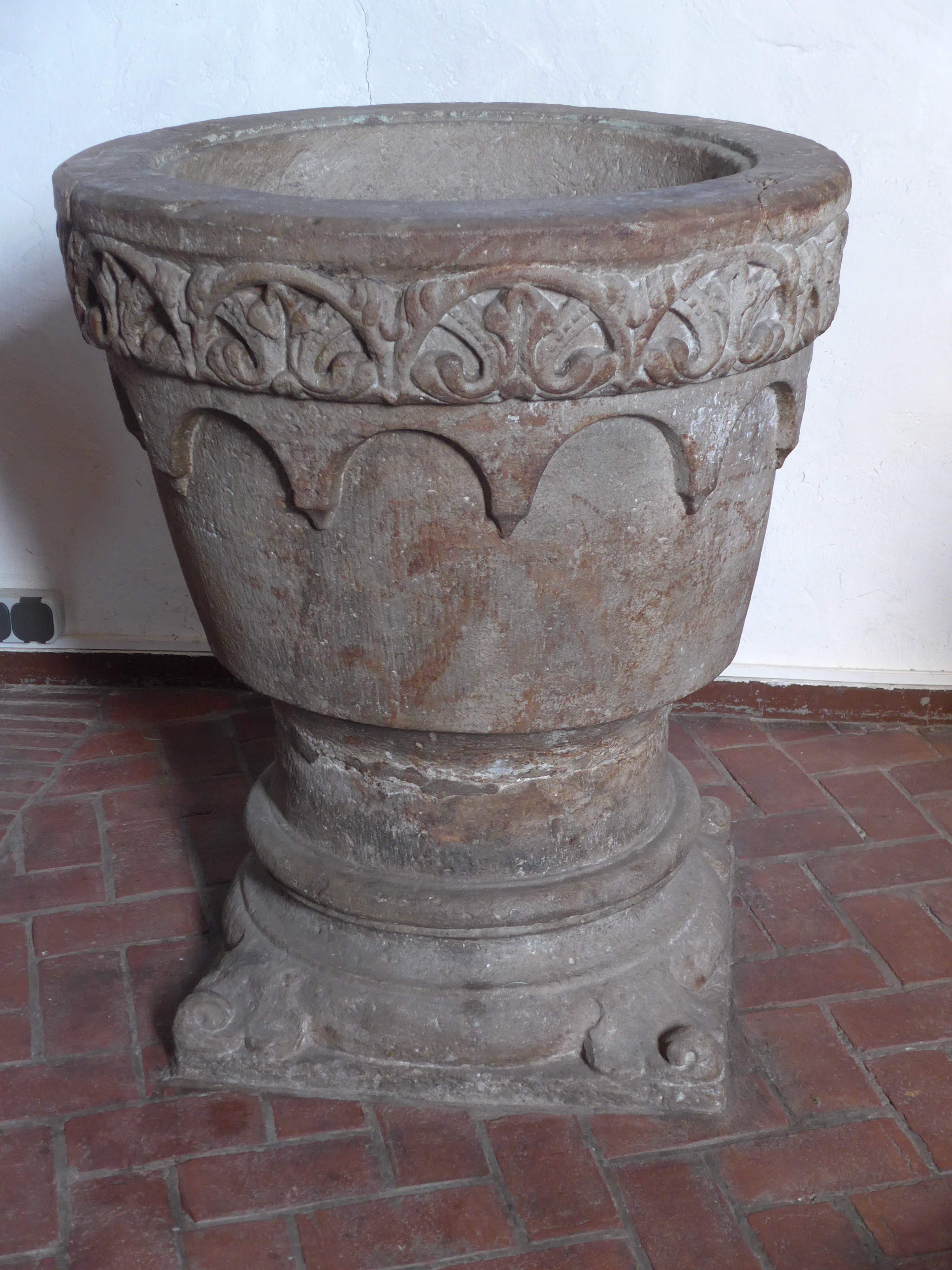
Taufstein aus dem 13. Jhdt.
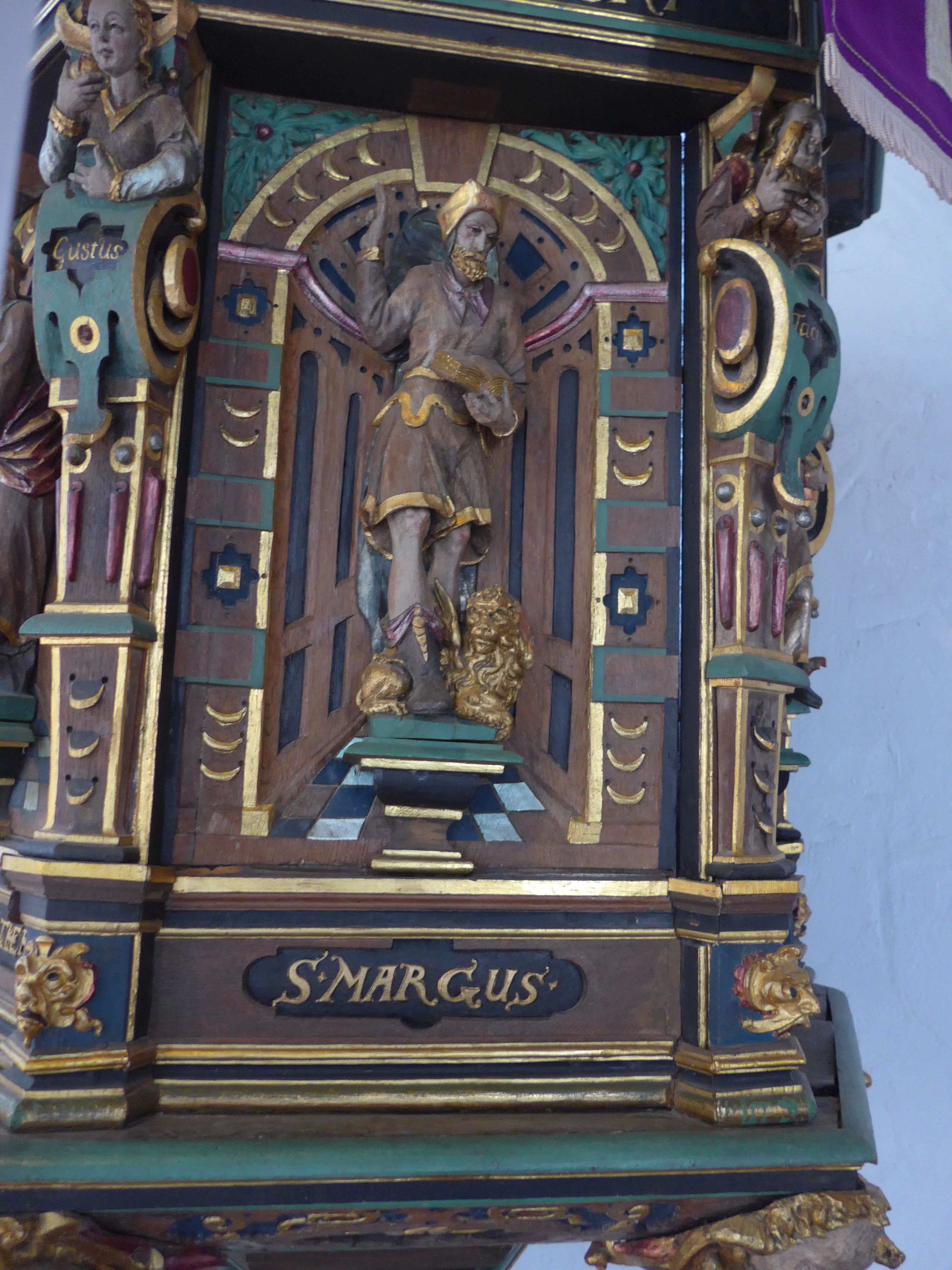
Evangelist Markus von der Kanzel des Claus Münstermann
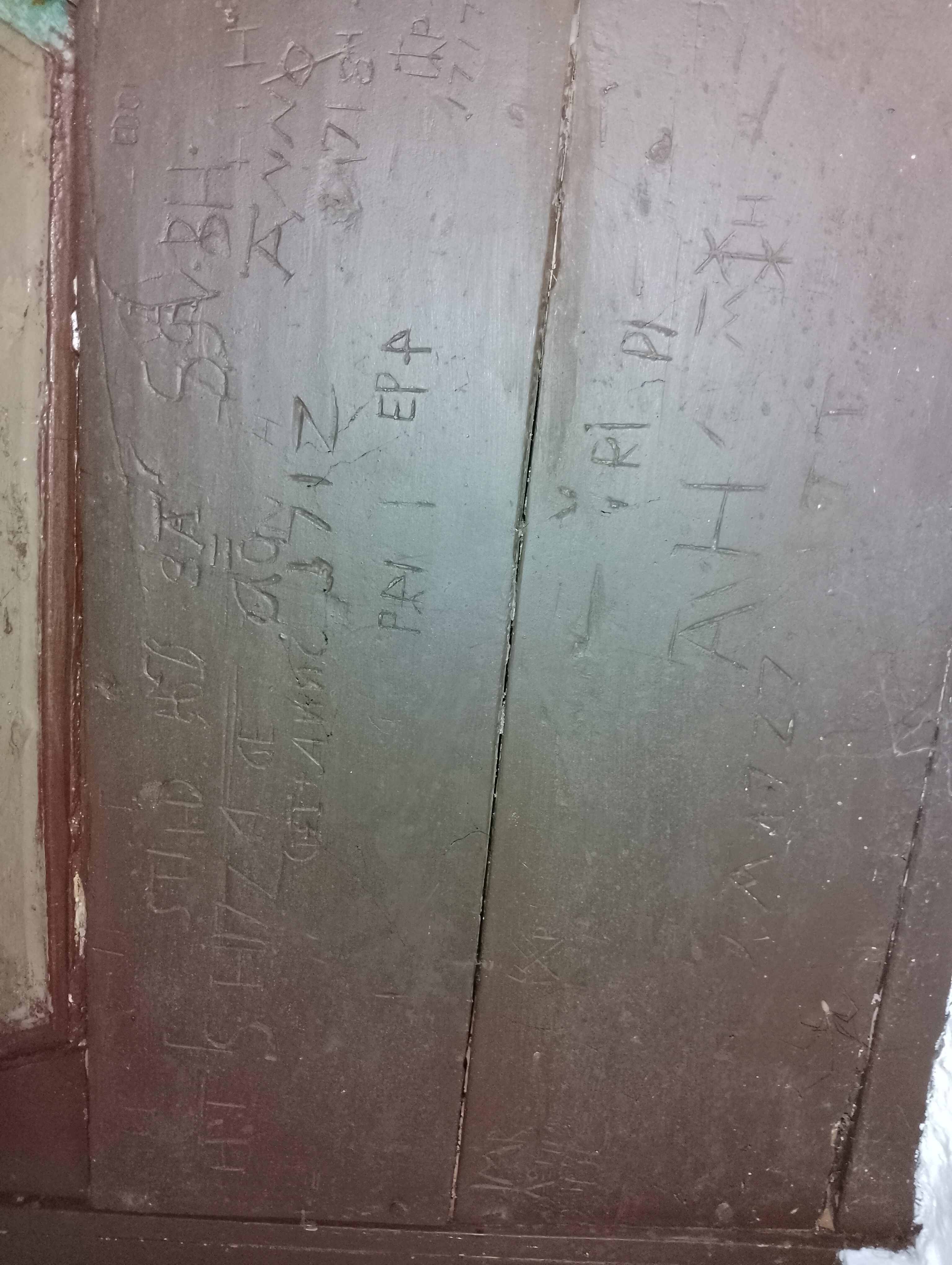
Unterseite der Kanzel